# Анджеліка Каталані
Анджеліка Катала́ні (італ. Angelica Catalani, у шлюбі Valabrègue; 10 травня 1780, Сенігаллія — 12 червня 1849, Париж) — італійська співачка.

## Біографія

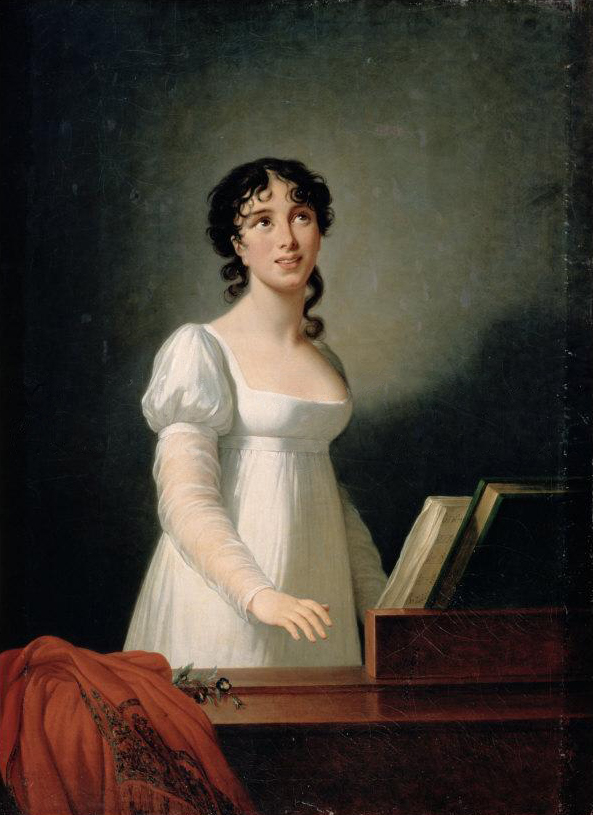
Е. Віже-Лебрен. Портрет А. Каталані, 1806 р.

Дебютувала у Венеції 1795 року. Її виступи проходили з величезним успіхом у всій Європі, причиною якого був феноменальний голос (сопрано) надзвичайно красивого та чистого тембру, що доходив до рідкісної висоти (соль у третій октаві).
Колоратурні співи Каталані відрізнялися великою легкістю, впевненістю, чистотою. У віртуозних п'єсах бравурного характеру Каталані не мала суперниць. Величезний успіх Каталані мала в Парижі і особливо в Лондоні, де її гонорар за один сезон у театрі досяг у 1806 році 180 тисяч франків — небувалий для того часу. 
За Людовіка XVIII і пізніше Каталані керувала італійською оперою в Парижі. 1826 року Каталані гастролює Італією, виступивши в Генуї, Неаполі та Римі. 1827 вона відвідала Німеччину . Концертувала, серед інших місць, і в Росії у 1820, 1824 та 1825 роках. Входила до Шведської Королівської Академії Мистецтв з 1827 року. 
Завершила кар'єру 1828 року. Оселилася у Флоренції 1830 року. Тут започаткувала співочу школу для дівчат.
Про Каталані писав О. Пушкін у віршах «Княгині З. А. Волконській» (1827). Також про неї згадував у своєму щоденнику Стендаль.